# 복합기

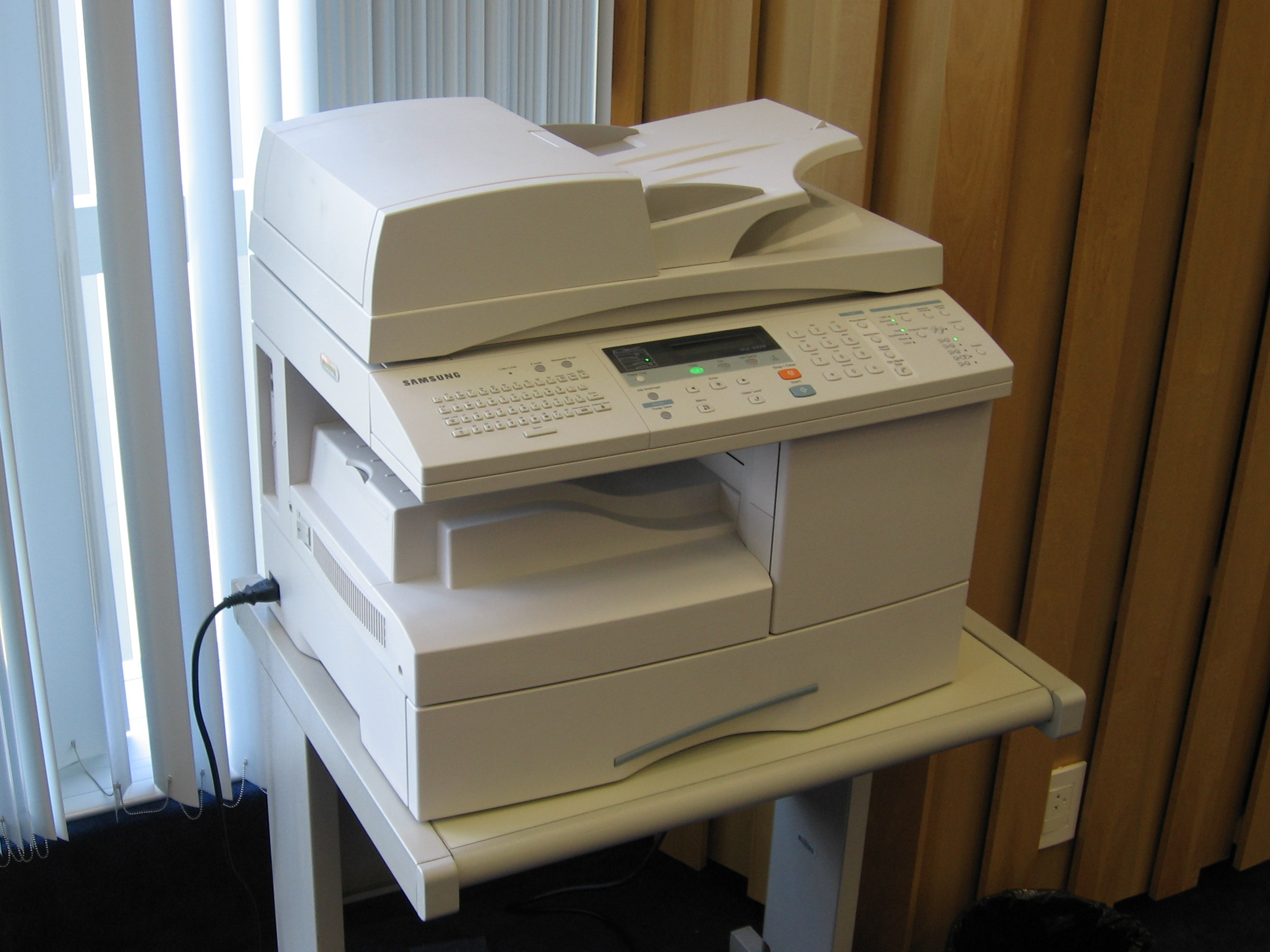
삼성 복합기 SCX-6320F (레이저프린터)

복합기(複合機)는 인쇄, 스캔, 복사, 팩스 등의 다양한 사무 처리 기능을 하나의 기기로 통합하여 운용할 수 있는 장치이다. MFP(multi-function product/ printer/ peripheral), 올인원(all-in-one, AIO), 다기능 장치(multi-function device, MFD)라고도 부른다. 대기업, 중견기업, 중소기업, 가정 등에서 널리 활용된다.
복합기는 문서의 생산, 관리, 배포 등을 하나의 기기로 해결함으로써 비용 절감 효과가 크고, 공간 효율성이 우수한 장치이다. 가정용으로는 레이저 복합기보다 유지비가 저렴한 잉크젯 복합기를, 사무용으로는 출력 속도가 빠른 레이저 복합기를 주로 사용한다.

## 소프트웨어
적절한 소프트웨어가 장착된 컴퓨터 시스템은 복합기의 기능을 충분히 이용할 수 있어야 한다. 컴퓨터는 대개 다음과 같은 기능이 제공됨으로써 사용자는 복합기를 운용할 수 있게 된다.
- 장치를 관리하고 구성한다.
- 인쇄 대기, 잉크 수준 등을 감시한다.
- 문서 형식과 종이 입력 모드를 선택한다.
- 문서를 그림으로 변환한다.
- 스캔하거나, 문서 형식을 PDF, OCR 등으로 바꾸는 등의 문서 관리를 담당한다.
- 필요한 경우 사진 인쇄를 지원한다.(보통, 고가 모델)

한편 최신 네트워크 모델들은 EWS(내장웹서버)를 제공함으로써 웹브라우저를 통해 보다 직관적이고 소프트웨어 드라이버에 비의존적인 강력한 기능들을 확장성있게 제공한다.

## 특징
복합기 구매와 관련하여 다음과 같은 것들을 고려할 수 있다.
- 인쇄, 스캔, 복사, 팩스 가능 여부
- 인쇄 빠르기(ppm 단위)
- 프린터 형식(잉크젯/레이저/색 레이저젯)
- 해상도(DPI 단위)
- 소프트웨어
- 호환성
- 사용자 인터페이스
- 송수신 기능
- 자동 문서 피딩
- 랜 카드
- 흑백 팩스, 컬러 팩스
- 무선 전화
- 전화 자동 응답 장치
- 메모리 카드 슬롯

## 기능
복합기는 다음과 같은 장치 및 기능들을 모두 아우른다.
- 프린터
- 복사기
- 이미지 스캐너
- 팩시밀리
- 전자 우편

## 드라이버
HP, 앱손, 삼성전자 등의 복합기들은 MS 윈도우, MAC, 유닉스 그리고 리눅스 등 다양한 운영체제를 지원하는 드라이버를 제공한다.
한편  이러한 여러종류의 운영체제에 따른 지원에대한 효율성 측면을 고려한다면 리눅스처럼 오픈소스로 표준화된 프린터와 스캔,디지털카메라등의  사무기기에대한 드라이버 개발 및 지원은 일관되고 연속성있는 프레임에서 통합적으로 배포될수있는 CUPS(Common Unix Printing System)나 스캐너 액세스 나우 이지(Scanner Access Now Easy, SANE) 등을 염두에 두고 설계할 수 있다. 또한 EWS(내장웹서버)를 제공하는 모델들은 드라이버를 요구하지 않으며 보다 더 확장된 호환성을 제공하는 강력한 기능을 제공한다.

## 리눅스
우분투를 포함한 대부분의 리눅스 운영체계 배포판들은 'system-config-printer' 명령어를 지원함으로써 터미널에서의 명령어라인 뿐만아니라 GUI환경도 지원한다. 또한 네트워크 시스템에 기반하고 리눅스 커널의 경우 안정적으로 EWS(내장웹서버)를 제공하는 모델들의 기능을 드라이버 설치없이 이용할 수 있다.

## 같이 보기
- HPLIP